# 訃報 1999年6月
訃報 1999年6月（ふほう 1999ねん6がつ）では、1999年（平成11年）6月中に物故した、又は物故が報じられた人物についてまとめる。

## （1日 - 15日）
- 6月2日 - 岡義達[要出典]、政治学者（* 1921年）

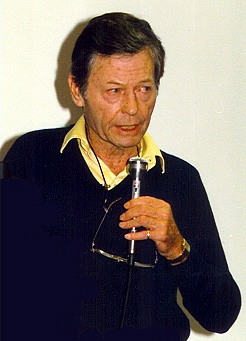
デフォレスト・ケリー／6月11日没

- 6月11日 - デフォレスト・ケリー、俳優（* 1920年）
- 6月12日 - 芦部信喜、憲法学者（* 1923年）
- 6月13日 - 岩間芳樹、脚本家（* 1929年）
- 6月14日 - 谷岡ヤスジ、漫画家（* 1942年）

## （16日 - 30日）

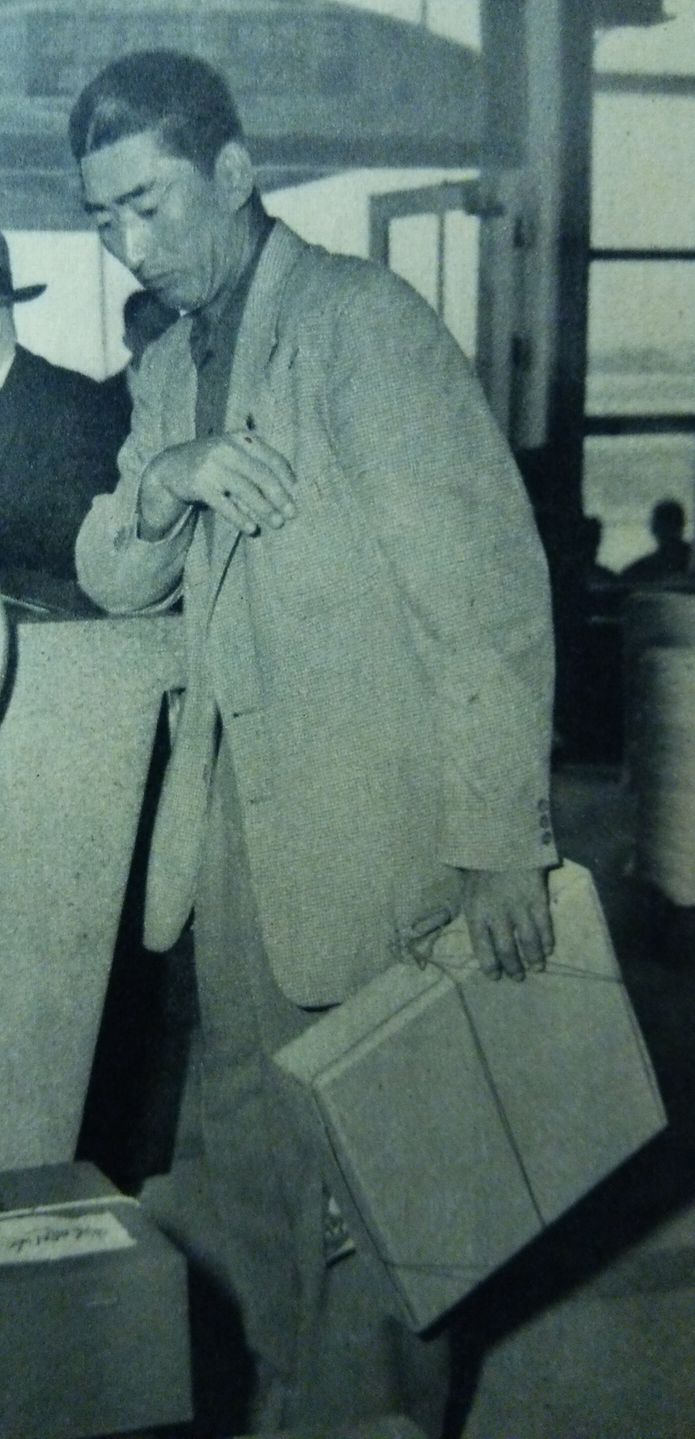
別所毅彦／6月24日没

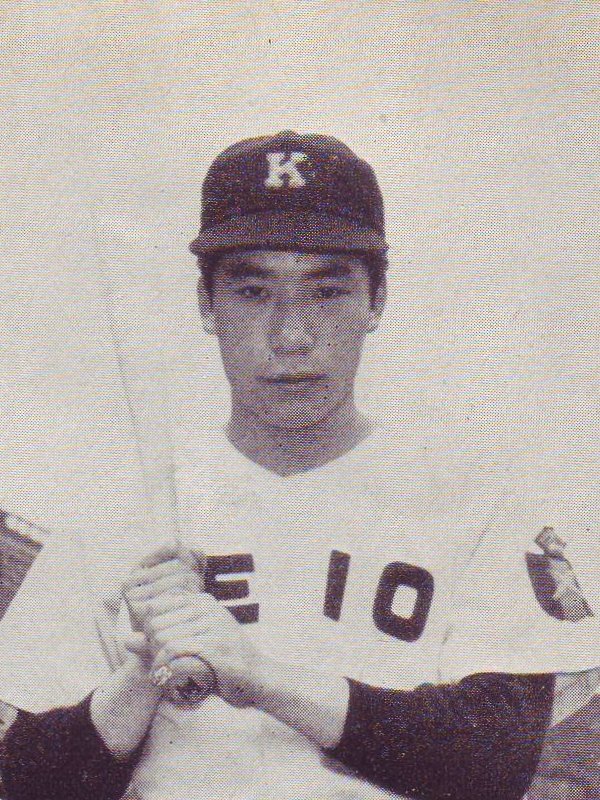
衆樹資宏／6月25日没

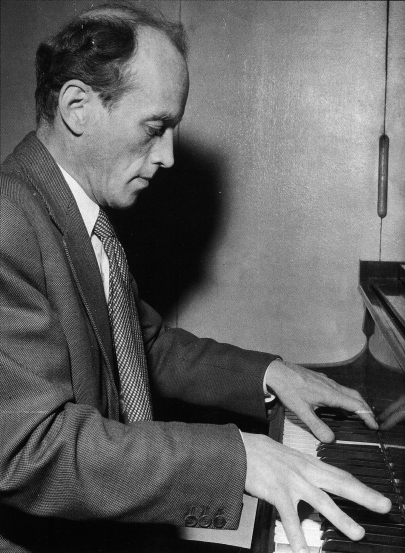
エイナル・エングルンド／6月27日没

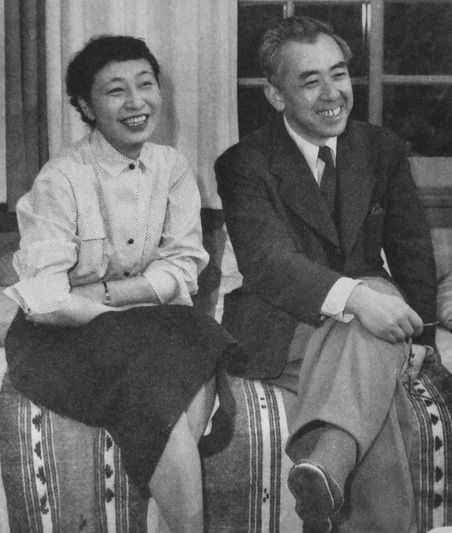
田中千代（左）／6月28日没

- 6月18日 - 正田英三郎、実業家（* 1903年）
- 6月19日 - 美川英二、実業家（* 1933年）
- 6月21日 - Kami、ミュージシャン (* 1972年)
- 6月23日 - 長沢節、水彩画家・デザイナー・エッセイスト・ファッション評論家・映画評論家（* 1917年）
- 6月23日 - 引地信之、元プロ野球選手（* 1930年）
- 6月24日 - 別所毅彦、元プロ野球選手（* 1922年）
- 6月24日 - 村下孝蔵、シンガーソングライター（* 1953年）
- 6月25日 - 池見酉次郎、精神医学者（* 1915年）
- 6月25日 - 衆樹資宏、元プロ野球選手（* 1934年）
- 6月26日 - 能勢妙子、歌手（* 1915年）
- 6月27日 - 和田徹三、詩人・英文学者（* 1909年）
- 6月27日 - エイナル・エングルンド、作曲家・ピアニスト（* 1916年）
- 6月27日 - 水野良一、プロ野球選手（* 1917年）
- 6月27日 - 志摩夕起夫、アナウンサー・音楽評論家（* 1923年）
- 6月28日 - 田中千代、教育者・服飾デザイナー（* 1906年）
- 6月30日 - 石井藤吉郎、野球選手・野球指導者（* 1924年）